# Просторе (Бердянський район)
Просто́ре — село в Україні, у Чернігівській селищній громаді Бердянського району Запорізької області. Населення становить 544 осіб (1 січня 2015). До 2016 орган місцевого самоврядування — Просторівська сільська рада.
Село тимчасово окуповане російськими військами 24 лютого 2022 року.

## Географія
Село Просторе розташоване на берегах річки Сасикулак, вище за течією на відстані 4,5 км розташоване село Котлярівка, нижче за течією на відстані 2,5 км розташоване село Розівка.

## Історія
Біля села Просторе знайдена кам'яна скульптура кочівників X—XI століть. У 1820 році засноване як колонія Гросвейде німцями-колоністами на місці ногайського аулу Сасикулак. До 1871 року село входило в Молочанський менонітський округ Бердянського повіту. Поселенці у складі 22 сімей поселилися тут у травні 1820 року. До землетрусу в 1838 році вода в колодязях була доброю. До 1851 року в селі було насаджено 84716 дерев. У другій половині 1880-х років у колонії проживало 400 мешканців у 55 дворах, функціонувало сільське училище, магазин, один з найбільших у Молочній розсадників дерев Х. Штобе. У колонії працювало 21 повне, 6 половинних і 31 мале господарство. У 1906 році тут заснували притулок для дітей-сиріт. У 1908 році в колонії проживало 427 осіб. 
7 (20) листопада 1917 року, відповідно до Третього Універсалу Української Центральної Ради, увійшло до складу Української Народної Республіки.
У 1930 році в селі засновано колгосп ім. Рози Люксембург. У довоєнний період працювали восьмирічна школа, дитсадок, клуб. За часів сталінських репресій репресовано 21 жителя села німецької національності, яких або стратили, або вони загинули в сталінських таборах. Напередодні війни в селі проживало дві українські сім'ї. З початком сталінсько-гітлерівської війни все доросле німецьке населення репресовано. Більшість з них загинула в таборах Сибіру. При наближенні фронту репресовано й вислано в Сибір чи Казахстан решту німецького населення села. У 1945 році перейменоване в село Просторе.
12 червня 2020 року, відповідно до Розпорядження Кабінету Міністрів України від  № 713-р «Про визначення адміністративних центрів та затвердження територій територіальних громад Запорізької області», увійшло до складу Чернігівської селищної громади.
19 липня 2020 року після ліквідації Чернігівського району село увійшло до Бердянського району.

## Населення

### Мова
| українська мова | російська |
| --------------- | --------- |
| 94.39 %         | 5.61 %    |

## Економіка
- Сільськогосподарський виробничий кооператив «Ім. Щорса».

## Об'єкти соціальної сфери
- Школа.
- Дитячий садочок.
- Будинок культури.
- Фельдшерсько-акушерський пункт.